# Kattankudy
Kattankudy (tamoul : காத்தான்குடி Kaththankudi, cingalais : කාත්තාන්කුඩි Kaththankudiye) est une ville du Sri Lanka situé sur la côte Est de l'île, à 339 kilomètres de Colombo. Elle est située dans la Province de l'Est, dans le district de Batticaloa.

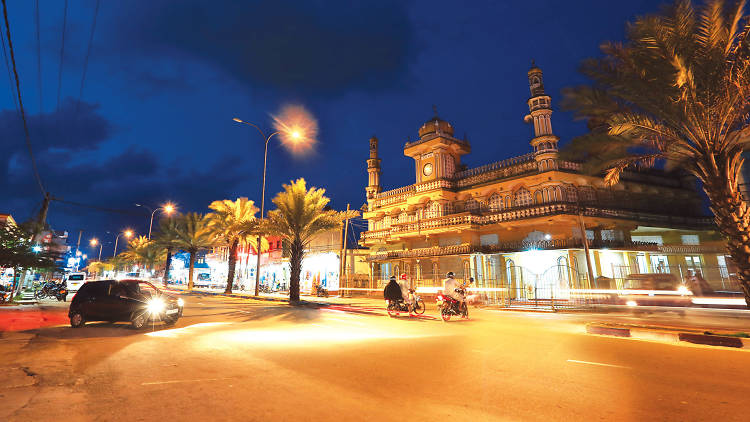
La bande de bazar le long de la route

En 2014, la population est estimée à 47 603 habitants, à majorité musulmane.

## Histoire

### Massacre des mosquées de Kattankudy
Le 3 août 1990, des cadres des Tigres tamouls ont tué 147 musulmans. 30 rebelles tamouls ont envahi les 3 mosquées de la ville de Kattankudy, où plus de 300 personnes étaient présentes pour leurs prières.
Les médias cinghalais et une majorité des médias occidentaux ont largement attribué cette attaque au groupe LTTE, qui a toujours renié toute implication dans ce massacre.
Pour les LTTE, ce massacre a été commis par le gouvernement cinghalais en place pour pouvoir obtenir des armes de la part des pays islamiques.
Les rapports initiaux estimaient le nombre de morts à près de 100 personnes, et plus d'une centaine de blessés. Mais dans les semaines qui suivirent, le chiffre est revu à la hausse à 147 personnes avec la mort de celles qui ont succombé à leur blessure,.

### Tsunami de 2004
Le Tsunami a frappé Kattankudy le 26 décembre 2004. 108 personnes sont mortes, et 93 personnes ont été portées disparues. Plus de 2 500 habitations ont été détruites dans la ville.